# Yuki Onishi
Yuki Onishi (大西 勇輝 Onishi Yuki?), född 30 juli 1996 i Nara prefektur, är en japansk fotbollsspelare.
Onishi började sin karriär 2015 i Kyoto Sanga FC. 2016 flyttade han till Nara Club. Han spelade 14 ligamatcher för klubben. Han avslutade karriären 2017.